# Westland (commune)
Pour les articles homonymes, voir Westland.
Westland est une commune des Pays-Bas de la province de la Hollande-Méridionale. Elle a été créée le 1er janvier 2004, après la fusion des anciennes communes de De Lier, de 's-Gravenzande, de Monster, de Naaldwijk et de Wateringen et des villages Heenweg, Honselersdijk, Kwintsheul, Maasdijk, Poeldijk, et Ter Heijde .

## Horticulture
À Westland, le jardinage joue un rôle majeur. En raison de la température élevée en hiver, cette zone est propice à la croissance des cultures. Compte tenu des grandes villes environnantes telles que La Haye, Delft et Rotterdam, la demande de produits est élevée. Vers 1880, les jardiniers ont commencé à utiliser le verre. Cela s'est avéré être un succès, et le site est maintenant plein de serres.

## Galerie

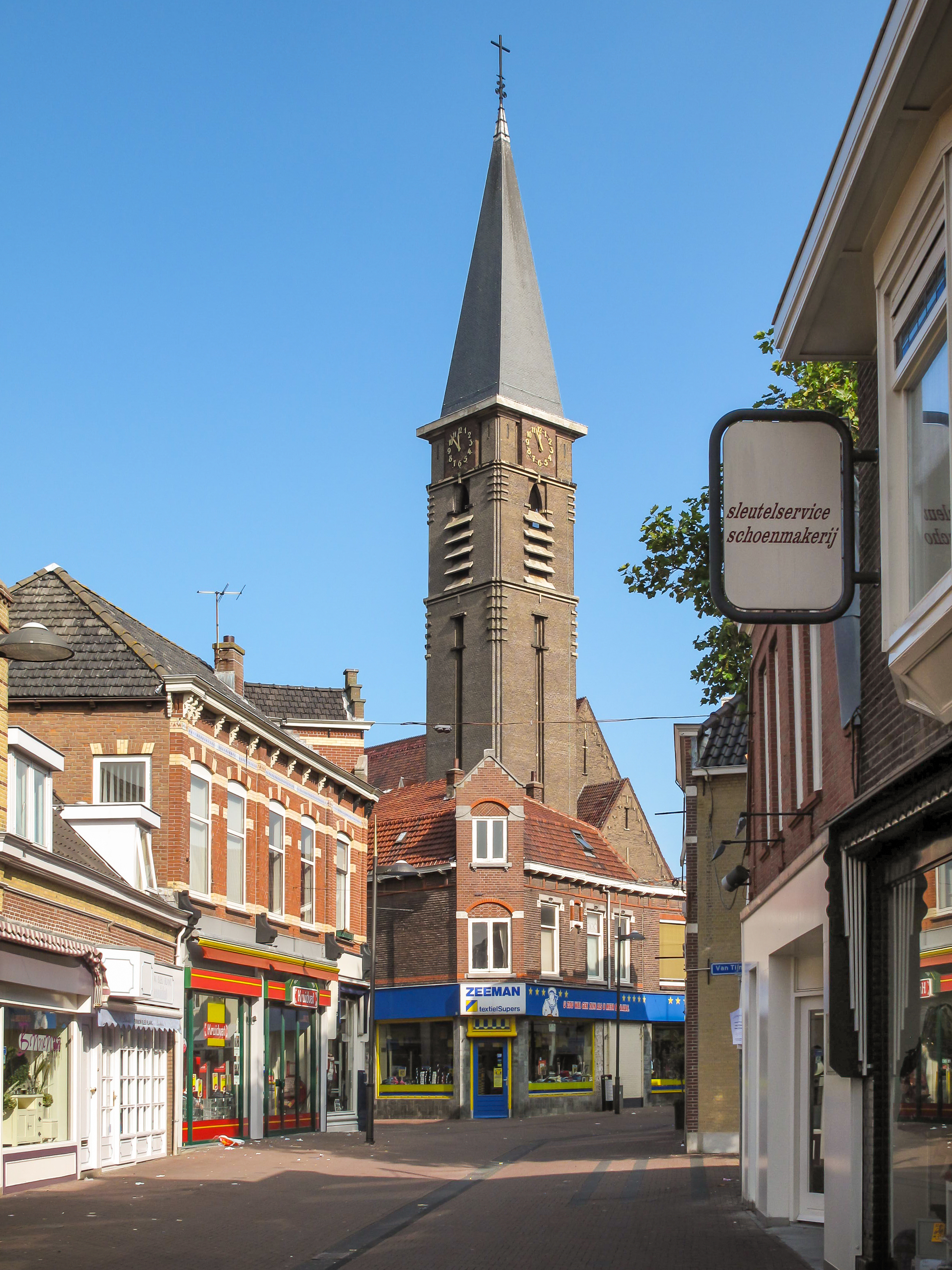
Naaldwijk, l'église: de Sint Adrianuskerk
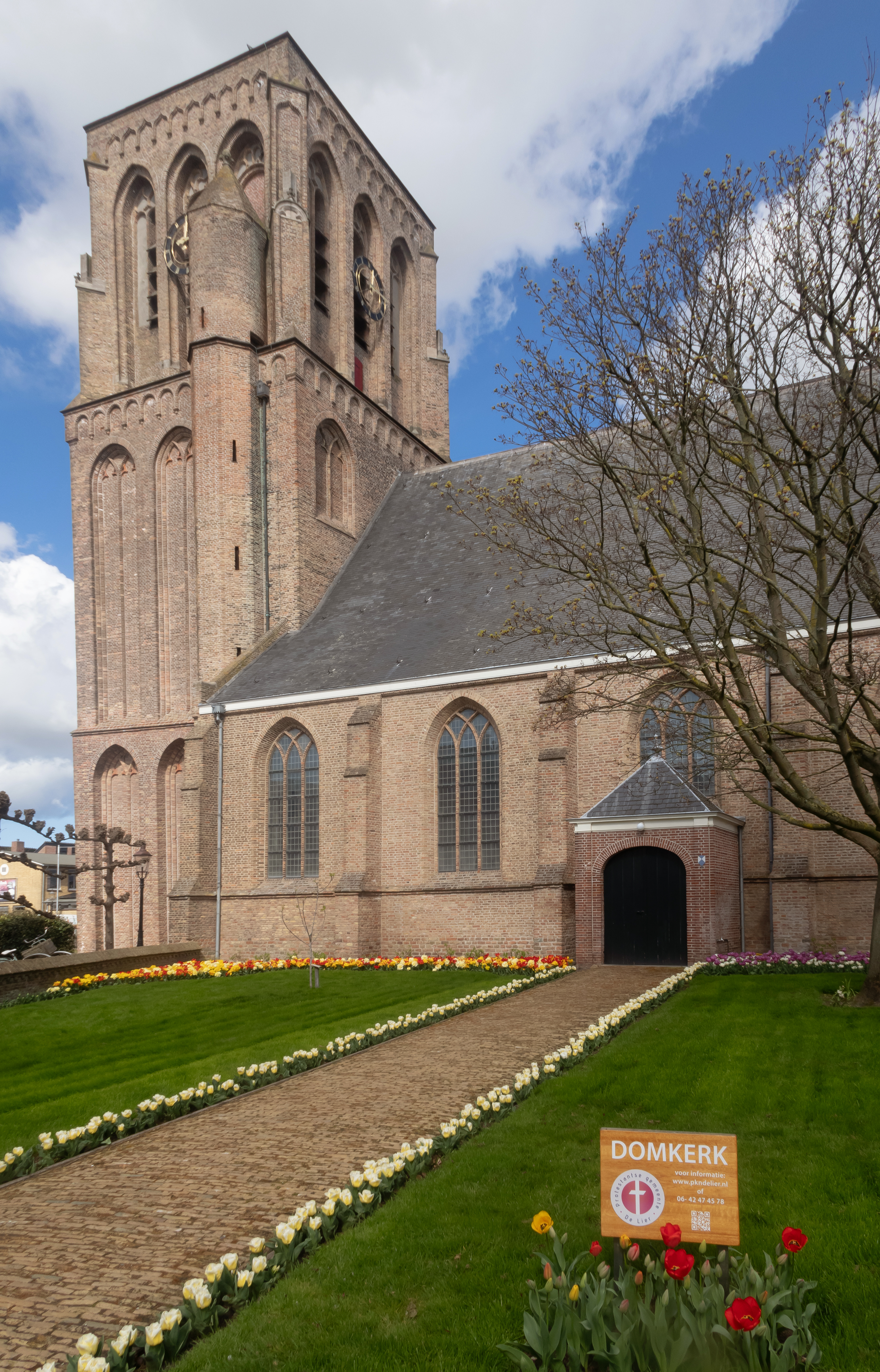
De Lier, l'église: la Domkerk
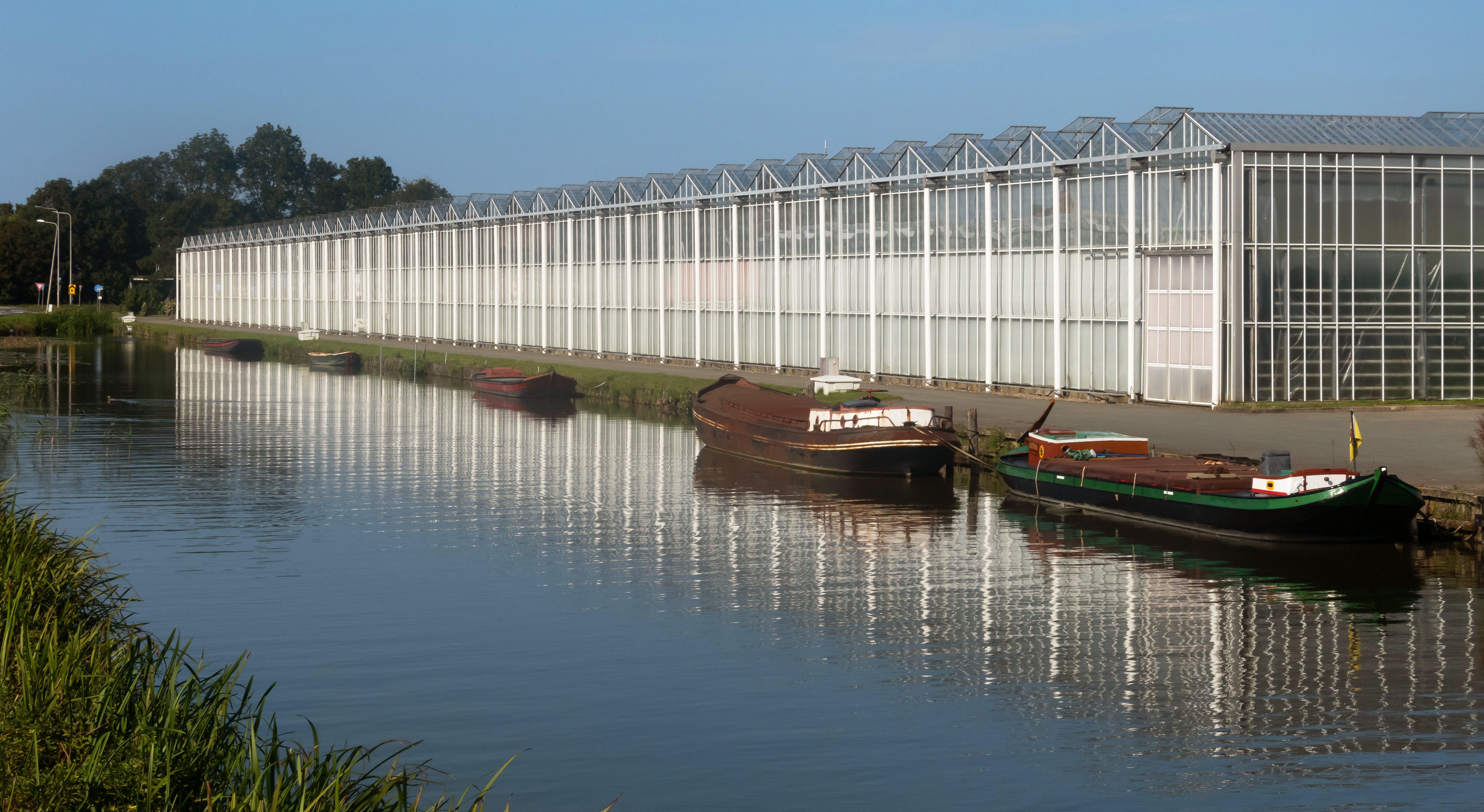
Poeldijk, les serres sur le Wateringsewe
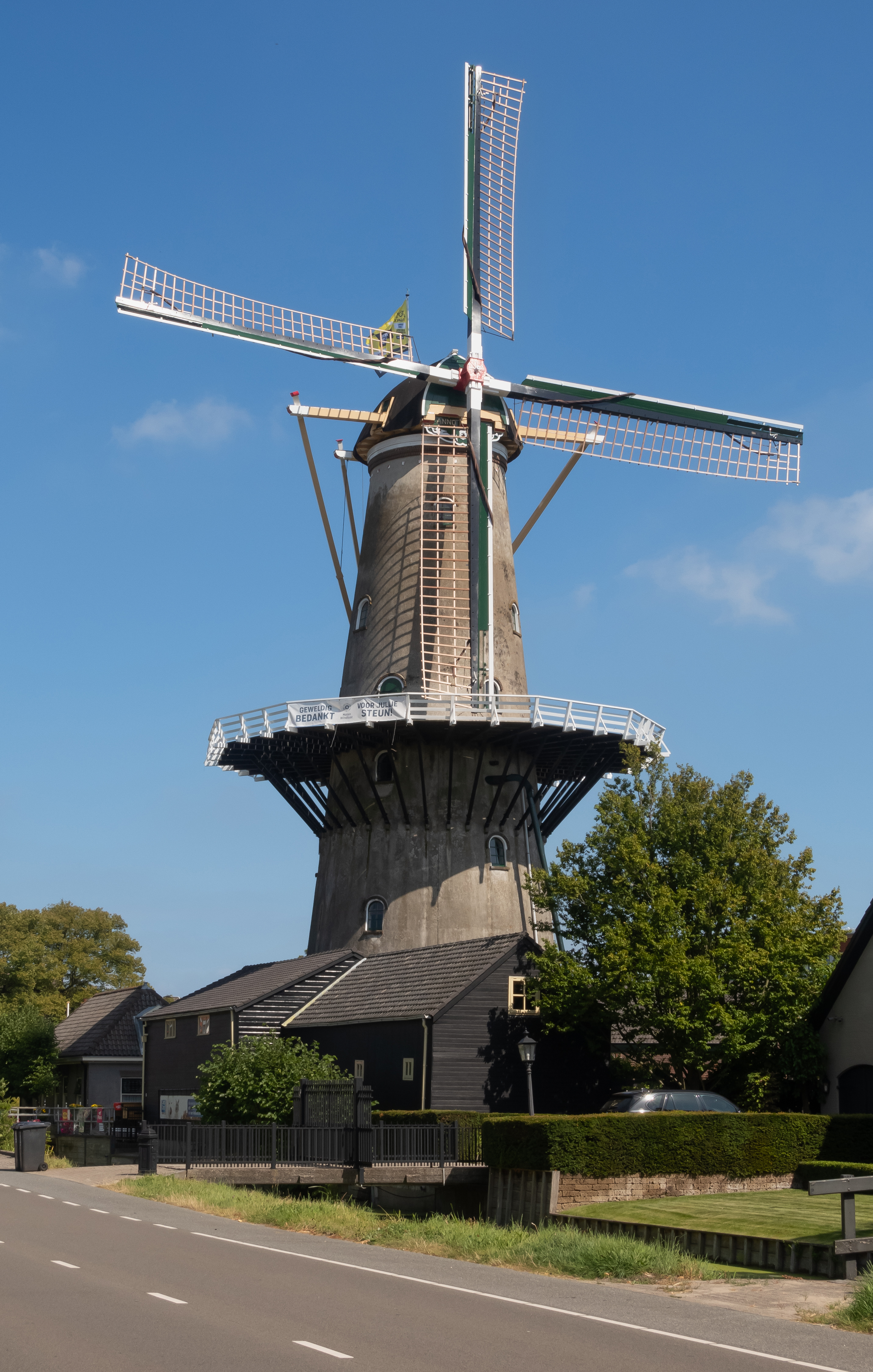
Wateringen, le moulin: stellingmolen Windlust